# 出雲大社前車站
出雲大社前車站（日语：／ Izumo-Taisha-mae eki */?）是位於日本島根縣出雲市大社町杵築南，屬於一畑電車的鐵路車站，是大社線的終點站，車站就位於出雲大社的參拜道路神門通上，也是距離出雲大社最近的車站。

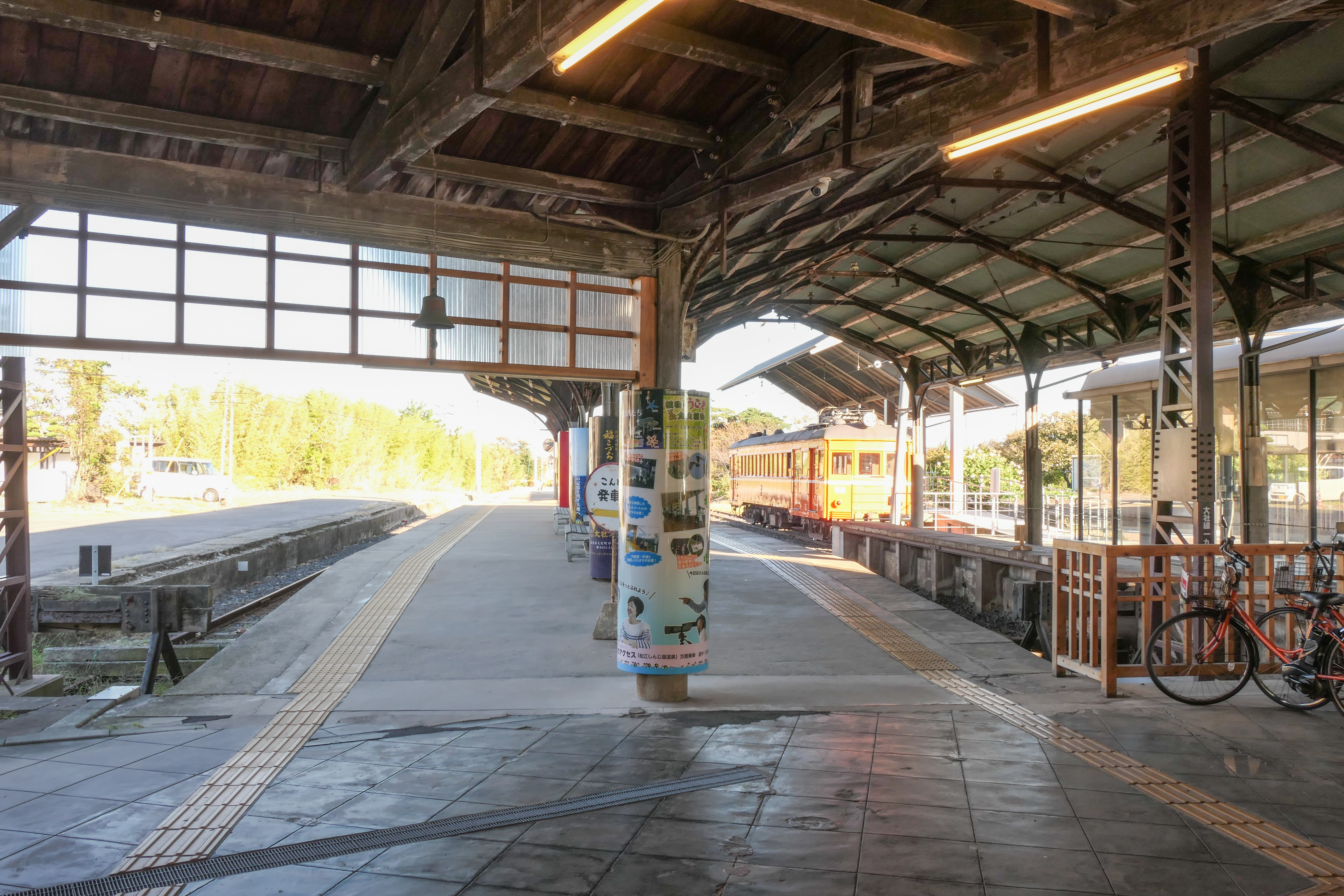
月台（2022年10月）

## 歷史
1930年一畑電氣鐵道完成大社線，在此設立大社神門車站，1970年更名為出雲大社前車站。
2012年站體進行改裝整新，車站的南半部開設咖啡廳，同時將一畑電氣鐵道DeHaNi50形電車至於站舍後方月台上展示。

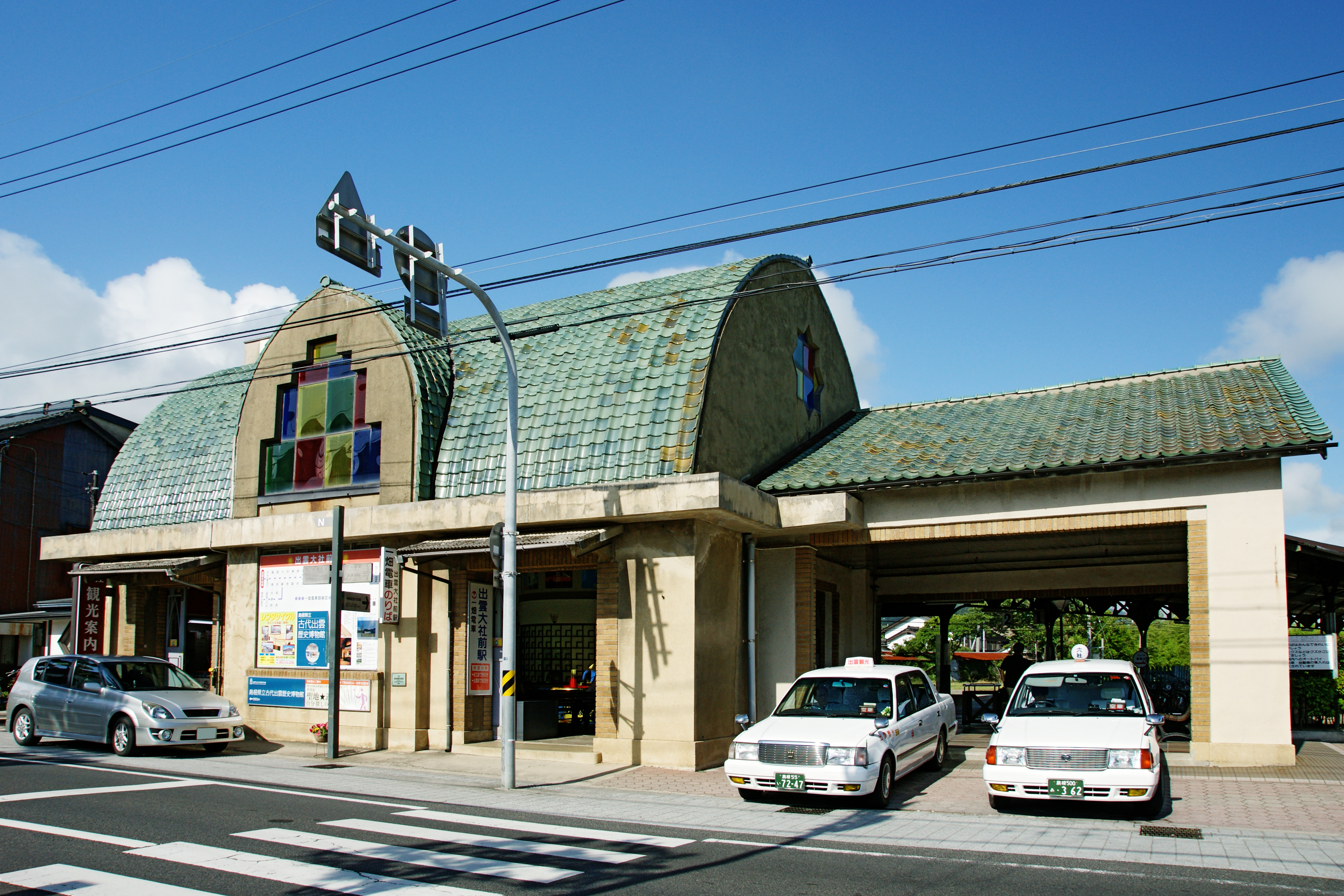
2008年的車站外觀
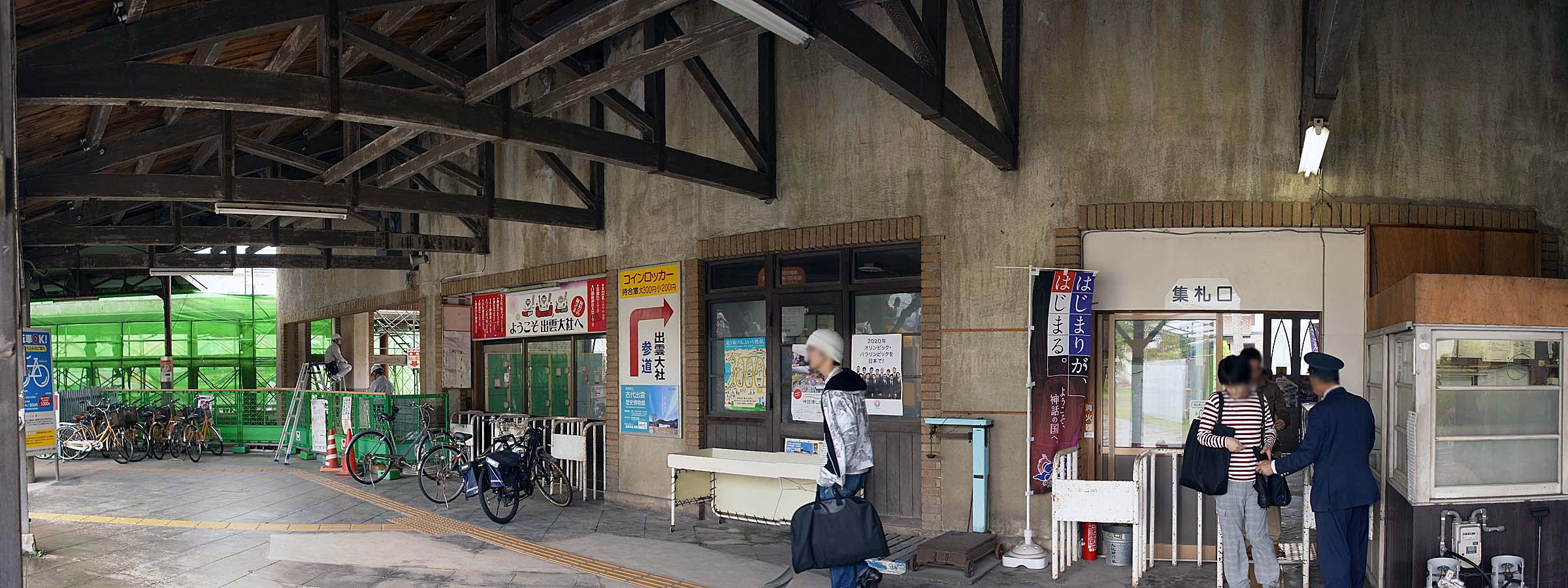
2012年車站改裝前的檢票口

## 車站構造
出雲大社前車站的月台為1面2線的港灣式月台，車站站舍為鋼筋混凝土結構的單層建築，具有日本風格的神殿外觀，並搭配西方教會常採用的彩色玻璃窗。
站舍建築在1996年被列為登录有形文化财，2009年也被經濟產業省列入近代化產業遺產。
站內僅有兩個月台，南側為1號月台，北側為2號月台，但在1號月台的南側還有一條鐵軌，目前固定停放一畑電氣鐵道DeHaNi50形電車並對外展示，可從站外直接進入該列車內部參觀。
| 月台 | 路線   | 行先                     |
| ---- | ------ | ------------------------ |
| 1、2 | 大社線 | 川跡、松江宍道湖溫泉方向 |

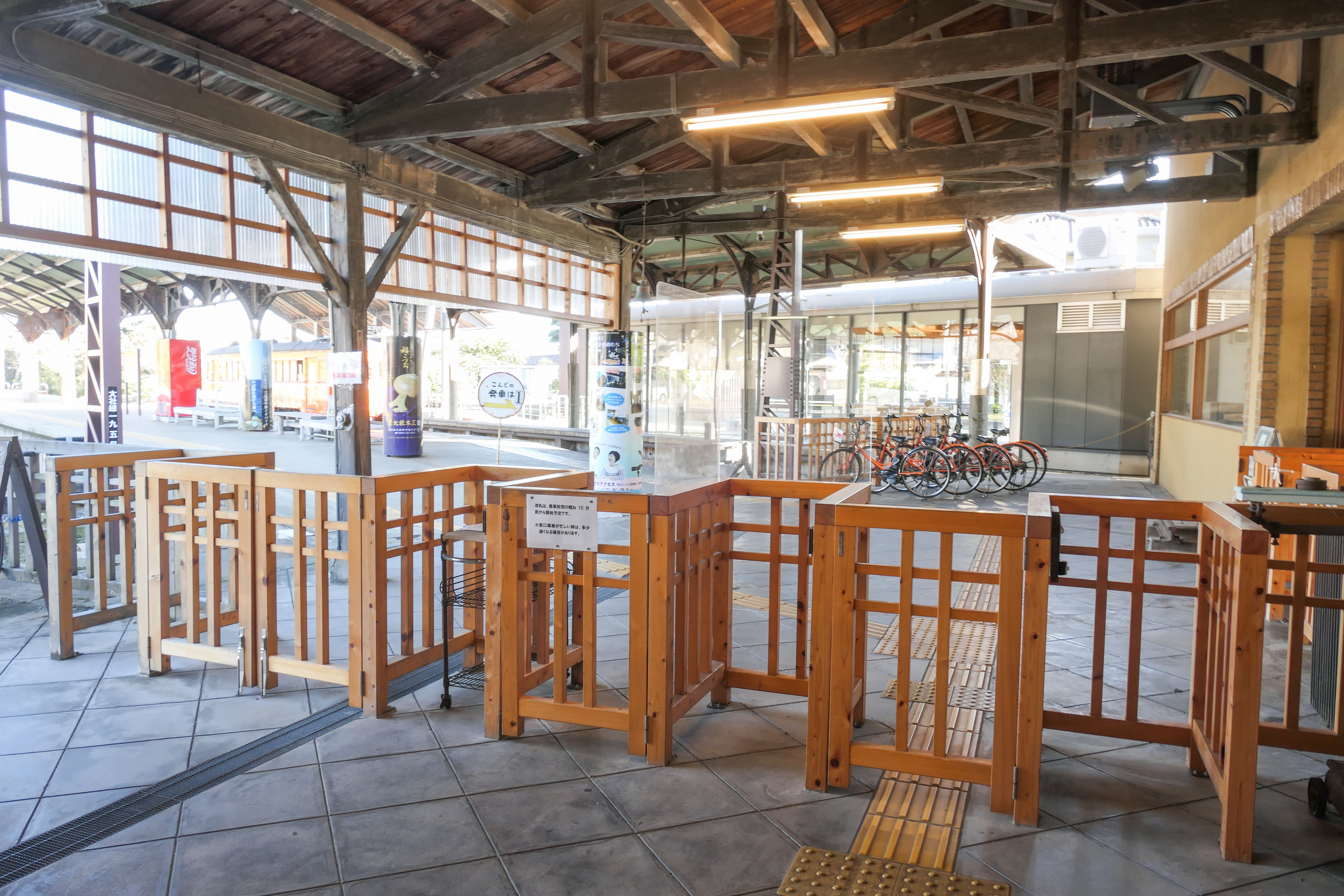
檢票口(2022年10月)
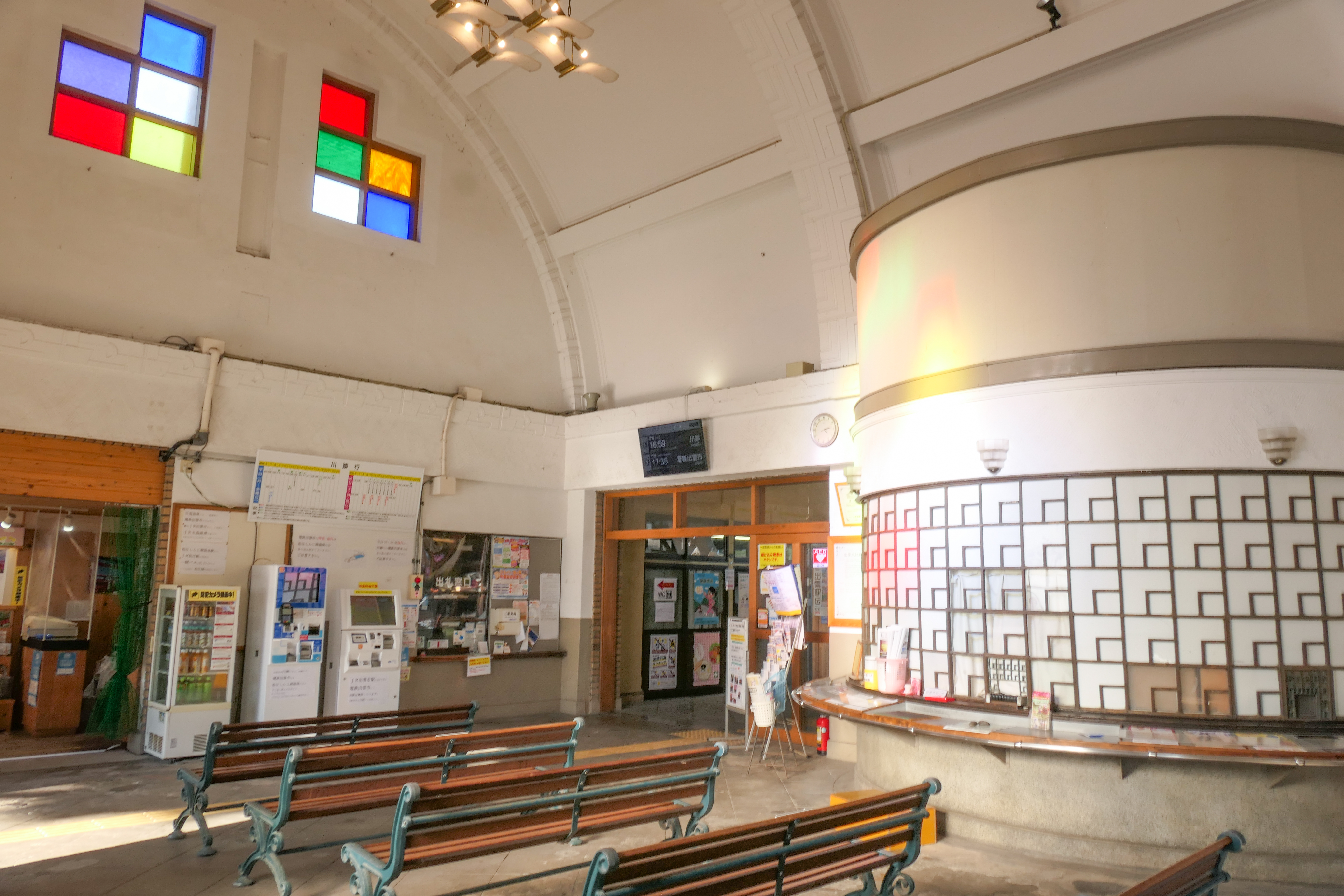
車站內部(2022年10月)
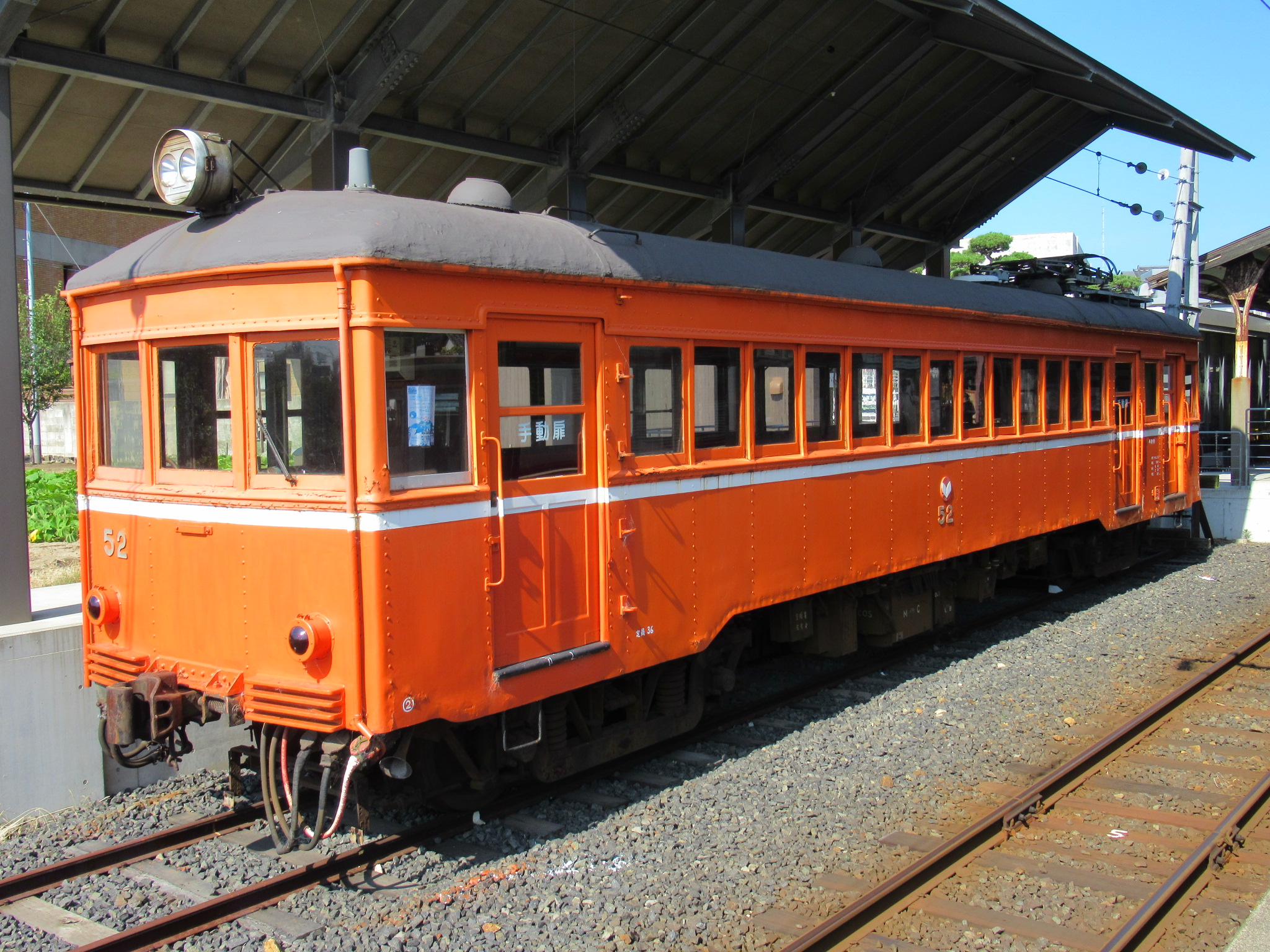
開放展示的一畑電氣鐵道DeHaNi50形電車
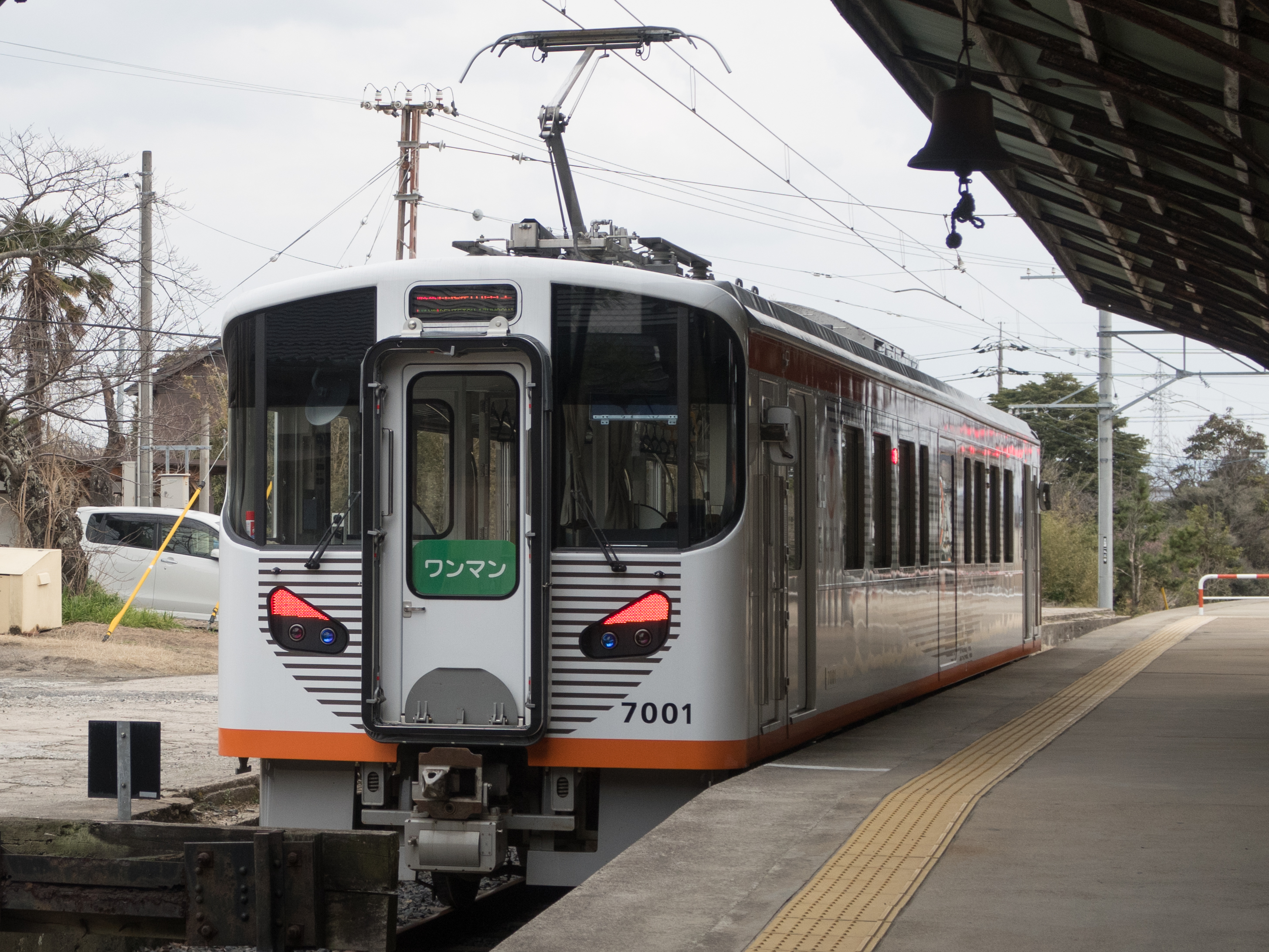
停靠於2號月台的一畑電車DeHa7001型電車
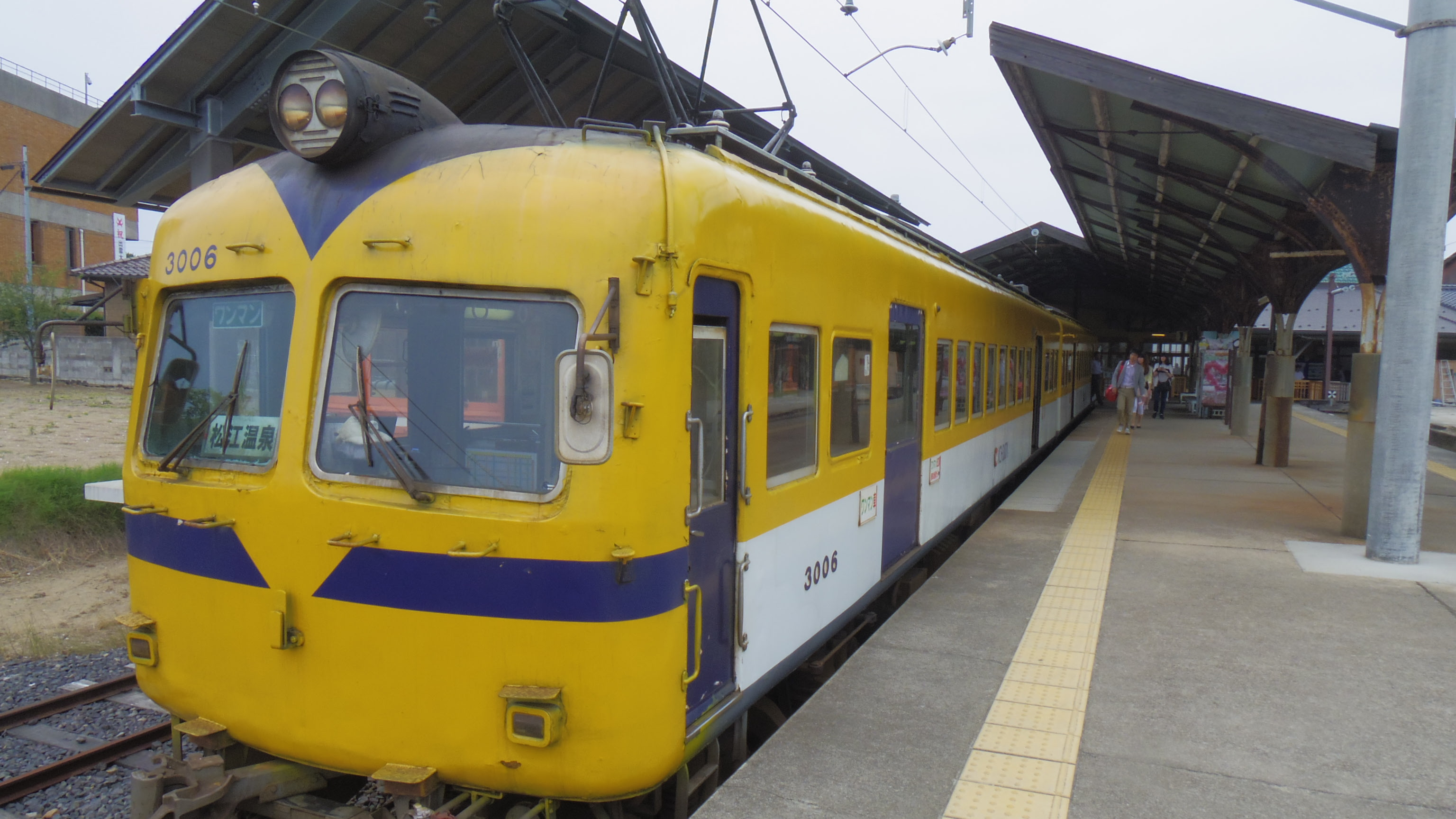
停靠於1號月台的一畑電車3000系電車
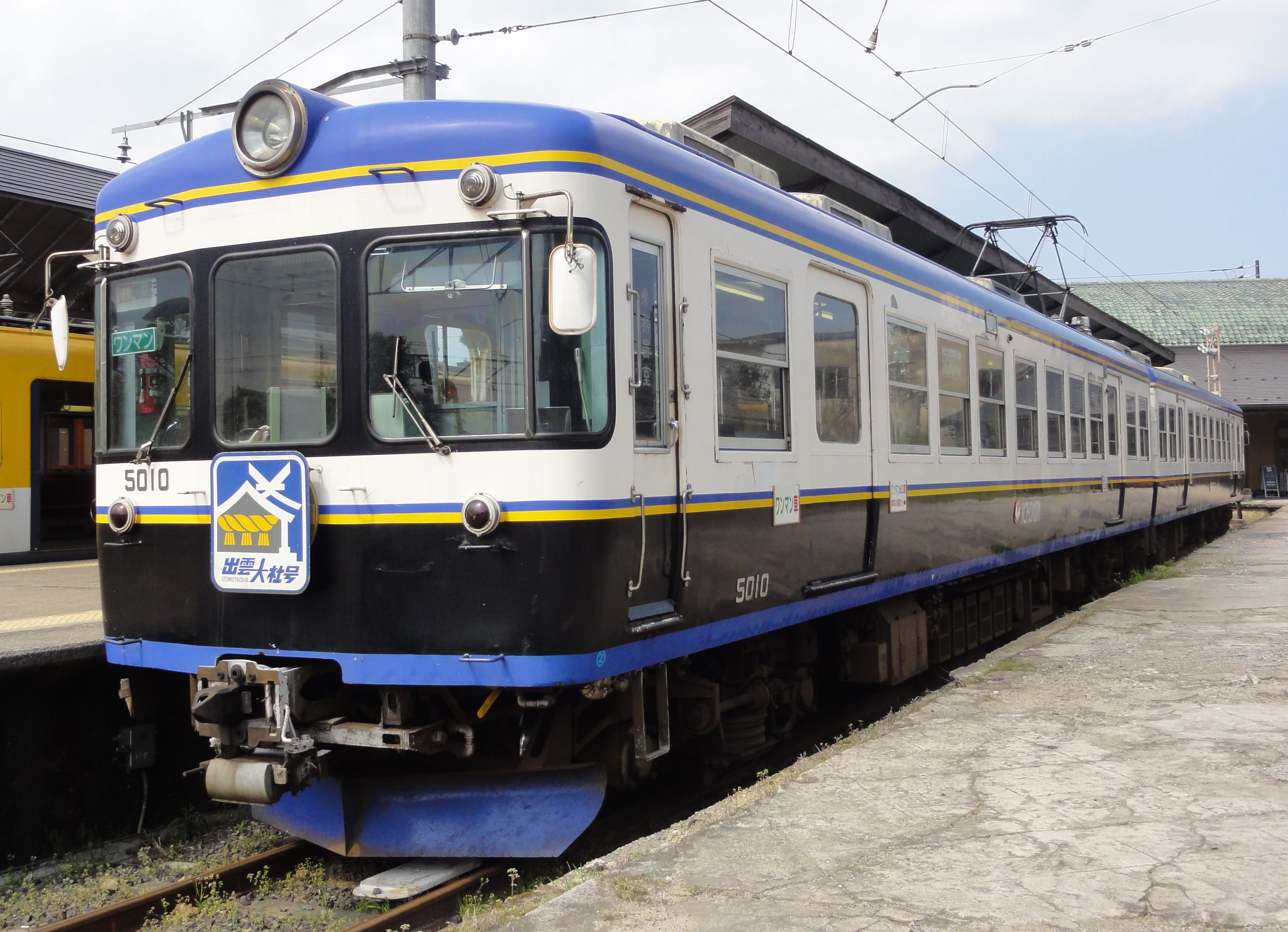
停靠於2號月台的出雲大社號

## 車站周邊
- 出雲大社
- 島根縣立古代出雲歴史博物館（日语：島根県立古代出雲歴史博物館）
- 大社文化Place（日语：大社文化プレイス）（大社圖書館）
- 出雲市政府（日语：出雲市役所）大社行政中心
- 舊大社線 大社車站
- 大社郵局
- 出雲市立大社中學校（日语：出雲市立大社中学校）
- 出雲市立大社小學校

## 外部連結
- （日語） 出雲大社前車站 - 一畑電車
- （日語） 一畑電鐵出雲大社前車站站舎 （页面存档备份，存于） - 文化遺產 Online